# 池田宇隆
池田 宇隆（いけだ いえたか、1973年3月29日 - ）は、福岡県出身の元プロ野球選手（捕手）。右投右打。

## 来歴・人物
柳川高時代は、高校通算打率.490、39本塁打をマークしていた。1990年の鳳凰大旗争奪全国高校野球大会に在日同胞チームの一員として「李宇隆」の登録名で出場。
1990年のプロ野球ドラフト会議でロッテオリオンズから5位指名を受け入団。
しかし、一軍出場が無いまま、1994年限りで現役を引退。
引退後は、在籍時期は重なっていないが同学年の元ロッテ投手・藤田宗一と共同で飲食店の経営もしていた。また、東京都の少年野球チームの東京葛飾ボーイズの監督に就任している。

## 詳細情報

### 年度別打撃成績
- 一軍公式戦出場なし

### 背番号
- 67 （1991年 - 1994年）